# Kärntner Straße

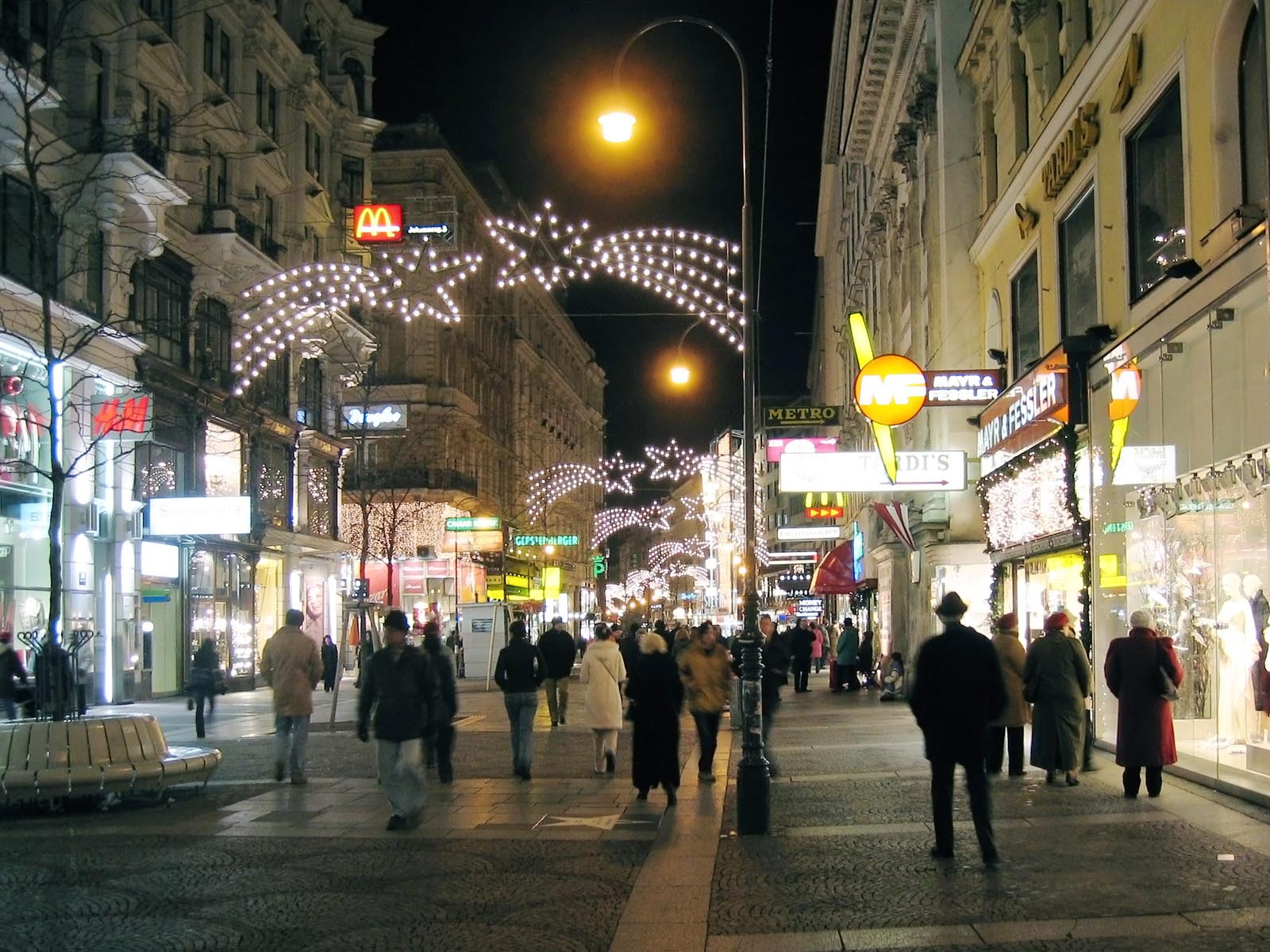
Kärntner Straße.

Kärntner Straße (Calle de Carintia) es la calle principal del centro de Viena, Austria. Se inicia en la esquina con la calle Ring y termina en el Stephansplatz, donde está la Catedral de San Esteban (Stephansdom). En esta calle están la Ópera de Viena, los hoteles Sacher y Ambassador, el Casino Austria, las tiendas departamentales Ringstrasse Galerie y Steffl, la iglesia de la Cruz Maltesa y el Haashaus.

## Transportes
Para llegar a la calle <<Kärntner Straße>> se debe tomar el Metro de Viena. Donde comienza en la esquina de la Ópera la parada es "Karlsplatz" (líneas U1,U2,U4) y donde acaba en la Stephansplatz la parada es "Stephansplatz" (líneas U1,U3).
- Datos: Q699947
- Multimedia: Kärntner Straße, Vienna / Q699947